# Boeing 737 Original en Classic
De Boeing 737 is een narrow-body van de Amerikaanse vliegtuigfabrikant Boeing. De Boeing 737 Original is de eerste generatie van deze succesvolle serie. Het eerste type (de -100) had een bereik van 1100 km en kon 100 passagiers vervoeren. De -200 was veel populairder dan het eerste model. Het kon maximaal 130 passagiers vervoeren over een afstand van 2200 km, en verdubbeling ten opzichte van zijn voorganger.
De Boeing 737 Classic is de tweede generatie van de 737-serie. De Boeing 737 Classic gebruikt de CFM-56 die niet onder de vleugels pasten, dus werden de motoren afgeplat en 'voor' de vleugelrand gehangen. De productie begon in 1984 met de 300-versie, die in 1988 verder werd aangevuld door de langere 400-versie en in 1989 door de kleinere 500-versie.
De Boeing 737 Classic werd in 1998 vervangen door de Boeing 737 Next Generation-serie. De Boeing 737-500 werd vervangen door de Boeing 737-600, de Boeing 737-300 door de Boeing 737-700, en de Boeing 737-400 door de langere Boeing 737-800. Daarnaast volgde de nog verder verlengde 737-900. De Boeing 737NG series wordt vervangen door de Boeing 737-MAX 7 / MAX-8 / MAX-9 en de verlengde versie de MAX-10.